# Irving Cummings
Irving Cummings (9. oktober 1888 – 18. april 1959) var en amerikansk skuespiller, filminstruktør producer og manuskriptforfatter

## Liv og karriere
Cummings blev født i New York.
Cummings startede sin skuespillerkarriere i sine sene teenageår på Broadwayscenen.
Han begyndte at arbejde med film i 1909, der arbejdede han sammen med velrenommerede producenter og skuespillere som Cecil B. DeMille og Buster Keaton.
Fra 1922 arbejdede han også som instruktør. I 1928 instruerede han filmen In Old Arizona, som han modtog en nominering til en Oscar for bedste instruktør i 1930.
Cummings blev kendt for sine Technicolor-musicals med populære skuespillerinder som Betty Grable, Alice Faye, Carmen Miranda og Shirley Temple, som han instruerede for 20th Century Fox
i 1930'erne og 1940'erne.
Cummings døde i 1959 af et hjerteanfald. Han blev 70 år gammel.

## Filmografi

### Skuespiller
- Uncle Tom's Cabin (1914)
- The Three of Us (1914)
- The Diamond from the Sky (1915)
- The World's Great Snare (1916)
- The Gilded Cage (1916)
- The Whip (1917)
- Sister Against Sister (1917)
- A Royal Romance (1917)
- Wrath of Love (1917)
- Rasputin, the Black Monk (1917)
- An American Widow (1917)
- The Struggle Everlasting (1918)
- The Heart of a Girl (1918)
- The Interloper (1918)
- Merely Players (1918)
- The Woman Who Gave (1918)
- Don't Change Your Husband (1919)
- Mandarin's Gold (1919)
- Her Code of Honor (1919)
- The Scar (1919)
- Some Bride (1919)
- Secret Service (1919)
- Men, Women, and Money (1919)
- What Every Woman Learns (1919)
- Auction of Souls (1919)
- Everywoman (1919)
- The Thirteenth Commandment (1920)
- The Tree of Knowledge (1920)
- Sex (1920)
- Harriet and the Piper (1920)
- The Saphead (1920)
- The Round-Up (1920)
- Old Dad (1920)
- Cameron of the Royal Mounted (1921)
- The Blasphemer (1921)
- The Man from Hell's River (1922)
- Flesh and Blood (1922)
- East Side - West Side (1923)
- Rupert of Hentzau (1923)
- As Man Desires (1925)
- Girls' Dormitory (1936) (uncredited)
- The Devil and Miss Jones (1941) (uncredited)

### Instruktør
- Flesh and Blood (1922)
- Broad Daylight (1922)
- The Jilt (1922)
- The Man from Hell's River (1922)
- Paid Back (1922)
- Environment (1922)
- The Drug Traffic (1923)
- East Side - West Side (1923)
- Broken Hearts of Broadway (1923)
- Stolen Secrets (1924)
- In Every Woman's Life (1924)
- Riders Up (1924)
- Fools Highway (1924)
- The Dancing Cheat (1924)
- The Rose of Paris (1924)
- As Man Desires (1925)
- One Year to Live (1925)
- Just a Woman (1925)
- The Desert Flower (1925)
- Infatuation (1925)
- The Johnstown Flood (1926)
- Rustling for Cupid (1926)
- The Midnight Kiss (1926)
- The Country Beyond (1926)
- Bertha, the Sewing Machine Girl (1926)
- The Brute (1927)
- The Port of Missing Girls (1928)
- Romance of the Underworld (1928)
- Dressed to Kill (1928)
- In Old Arizona (1928)
- Behind That Curtain (1929)
- Not Quite Decent (1929)
- Cameo Kirby (1930)
- On the Level (1930)
- A Devil with Women (1930)
- A Holy Terror (1931)
- The Cisco Kid (1931)
- Attorney for the Defense (1932)
- The Night Club Lady (1932)
- Man Against Woman (1932)
- Man Hunt (1933)
- The Woman I Stole (1933)
- The Mad Game (1933)
- I Believed in You (1934)
- Grand Canary (1934)
- The White Parade (1934)
- Curly Top (1935)
- It's a Small World (1935)
- Poor Little Rich Girl (1936)
- Girls' Dormitory (1936)
- White Hunter (1936)
- Vogues of 1938 (1937)
- Merry-Go-Round of 1938 (1937)
- Little Miss Broadway (1938)
- Just Around the Corner (1938)
- Everything Happens at Night (1939)
- Hollywood Cavalcade (1939)
- The Story of Alexander Graham Bell (1939)
- Lillian Russell (1940)
- Down Argentine Way (1940)
- That Night in Rio (1941)
- Belle Starr (1941)
- Louisiana Purchase (1941)
- My Gal Sal (1942)
- Springtime in the Rockies (1942)
- Sweet Rosie O'Grady (1943)
- What a Woman! (1943)
- The Impatient Years (1944)
- The Dolly Sisters (1945)
- Double Dynamite (1951)